# 八丁峠

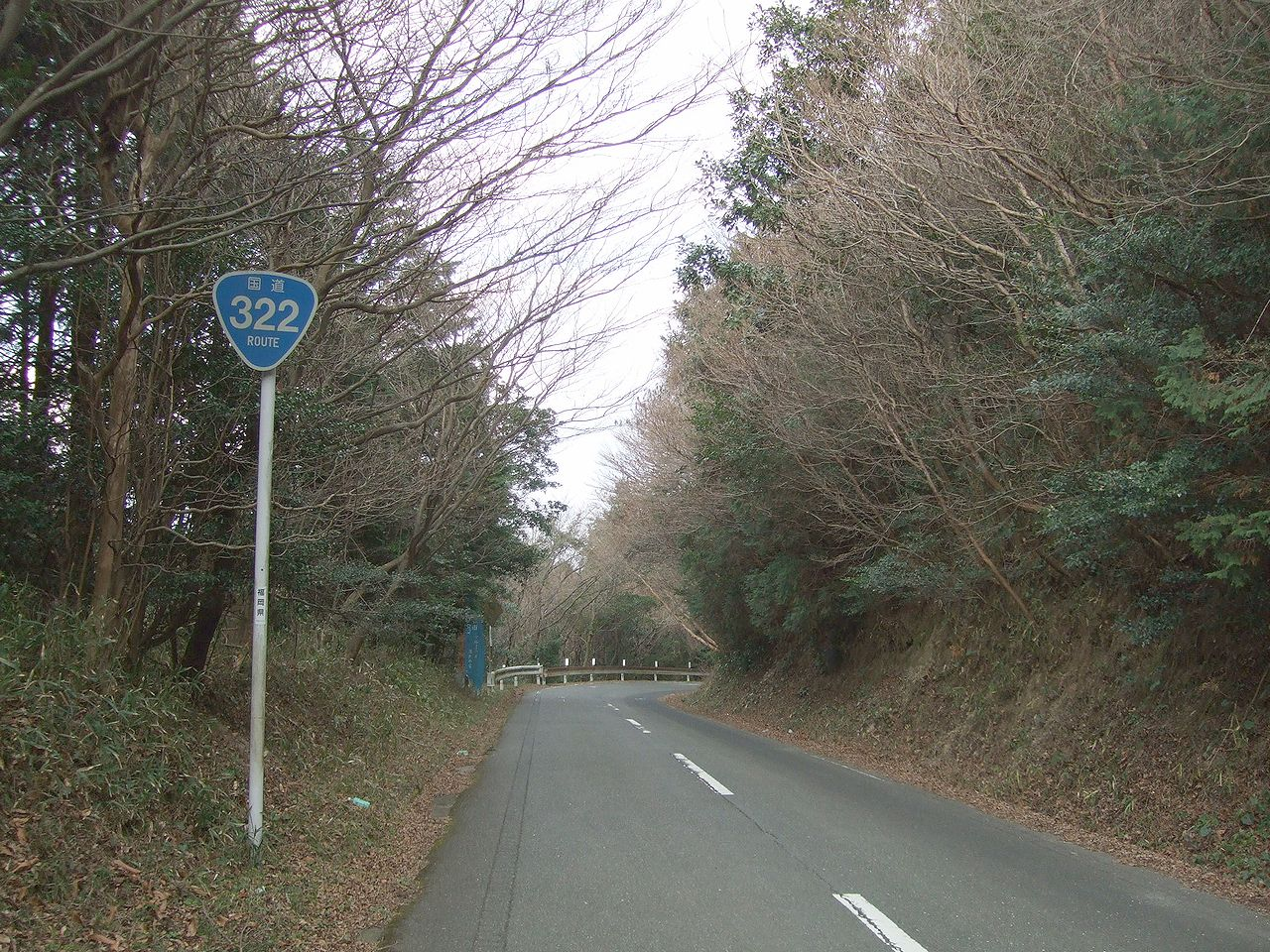
朝倉市秋月野鳥。前方のカーブの手前で嘉麻市に入る

八丁峠（はっちょうとうげ）は、福岡県嘉麻市と福岡県朝倉市の境界近くにある峠である。標高525m。

## 概要
嘉麻市泉河内と朝倉市秋月野鳥の市境に位置する峠である。
かつては古くからの街道の旧八丁越と、秋月藩立藩後に旧八丁越の西側に建設された街道の新八丁越があった。戦後に自動車の通行が可能な国道322号が旧八丁越の近くに建設された。
国道322号は嘉麻市側の麓から頂上を経て朝倉市秋月地区の秋月城跡方面に分岐する交差点までは幅員が狭い典型的な峠道になっており、積雪・凍結が生じやすい冬季では時折交通規制も生じる。このため、国道を経由して嘉麻市・朝倉市の区間を連絡する車両は少ない。福岡県資料によると平成14年度から平成18年度において、年平均すると積雪による規制が728時間（約30日）、災害による規制5845時間（約243日）にものぼり、通算約273日（約9ヶ月）もの間、何らかの規制が行われている計算になる。問題を解決するために、この区間をバイパスする八丁峠道路が整備され、2019年11月16日に開通した。